# غونغيانغ ملك غوريو
الملك غونغيانغ (ولد في 9 مارس 1345 ومات في 17 مايو 1394، وحكم من 1389 إلى 1392) هو ملك سلالة غوريو في كوريا الرابع والثلاثين والأخير. خلع الملك غونغيانغ على يد إي سونغ غي والذي أسس سلالة جوسون.

## حياته
غونغيانغ هو سليل من الجيل السابع للملك شنجونغ وابن وانغ غين. في سنة 1389 قام داعمو إي سونغ غاي بإجبار الملك تشانغ للتنازل عن العرش ثم أجبروا غونغيانغ على تولي العرش بدلاً منه. هذا الفصيل السياسي استر في نشاطه طوال عهد غونغيانغ القصير، وقام باغتيال الملكين السابقين لغونغيانغ وهما المعزول الملك وو والملك تشانغ.
بعد اغتيال جونغ مونغ جو آخر داعمي ملوك غوريو، عزل غونغيانغ وألغيت سلالة غوريو ونفي إلى وونجو ثم أرسل إلى سامتشوك حيث مات.

## الأسرة والنسب
- الجد السادس: شنجونغ ملك غوريو.
  - الجد الخامس: يانغيانغونغ (بالهانغل: 양양공 | بالهانجا: 襄陽公).
    - الجد الرابع: وانغ إن (بالهانغل: 왕인 | بالهانجا: 王絪).
      - الجد الثالث: وانغ يونغ (بالهانغل: 왕영 | بالهانجا: 王瑛).
        - الجد الثاني: وانغ بن (بالهانغل: 왕분 | بالهانجا: 王玢).
          - الجد الأول: وانغ يو (بالهانغل: 왕유 | بالهانجا: 王瑈).
            - الأب: جونغوون بوونغن (بالهانغل: 정원부원군 | بالهانجا: 定原府院君)، اسمه وانغ غُين (بالهانغل: 왕균 | بالهانجا: 王鈞).
            - الأم: سامهان غكدايبي (بالهانغل: 삼한국대비 | بالهانجا: 三韓國大妃) من عشيرة وانغ.
              - أخ: جونغيانغ بوونغن (بالهانغل: 정양부원군 | بالهانجا: 定陽府院君) واسمه وانغ وو، صهر تايجو ملك جوسون.
                - ابن أخ: جونغانغن (بالهانغل: 정강군 | بالهانجا: 定康君).
                - ابن أخ: وانغ غوان (بالهانغل: 왕관 | بالهانجا: 王琯).
                - ابنة أخ: سامهان غكدايبوين غايسونغ من عشيرة وانغ (بالهانغل: 삼한국대부인 개성왕씨 | بالهانجا: 三韓國大夫人 開城王氏)، زوجة موان داي غن.
                - ابنة أخ: غايسونغ من عشيرة وانغ (بالهانغل: 개성왕씨).

### الزوجات والأبناء
- الملكة: سنبي من عشيرة رو (بالهانغل: 순비 노씨 | بالهانجا: 順妃盧氏)، وأنجبت:
  - الابن الأول: ولي العهد الأمير جونغسونغ (بالهانغل: 정성군 | بالهانجا: 定城君) واسمه وانغ سوك.
  - ابنة: سكنيونغ غنغجو (بالهانغل: 숙녕궁주 | بالهانجا: 肅寧宮主).
  - ابنة: جونغشن غنغجو (بالهانغل: 정신궁주 | بالهانجا: 貞信宮主).
  - ابنة: غيونغهوا غنغجو (بالهانغل: 경화궁주 | بالهانجا: 敬和宮主).

## التصوير الحديث
- مسلسل التأسيس على قناة كي بي إس في سنة 1983، وقام بدوره الممثل: كم جن هاي.
- مسلسل دموع التنين على قناة كي بي إس في سنة 1996 إلى سنة 1998، وقام بدوره الممثل: كم يونغ سون.
- مسلسل الرائي العظيم على قناة إس بي إس في سنة 2012 إلى 2013، وقام بدوره الممثل: كم بيونغ تشن.
- مسلسل جونغ دو جون على قناة كي بي إس في سنة 2014، وقام بدوره الممثل: نام سونغ جن.
- مسلسل ملك الدموع، يي بانغ وون علي قناة كي بي إس 2 في سنة 2022، وقام بدوره الممثل: بارك هيون-جوون